# Ана Шварц
Ана Якобсон Шварц (на английски: Anna Jacobson Schwartz, 11 ноември 1915 - 21 юни 2012) е икономист в Националното бюро по икономически изследвания в Ню Йорк и според Пол Кругман е „една от най-великите световни монетарни учени“ .
Най-известна е за нейното сътрудничество с Милтън Фридман върху „Монетарна история на САЩ, 1867-1960“ (A Monetary History of the United States, 1867-1960), която прави хипотези относно промените в монетарната политика, произвеждащи сериозни ефекти върху икономиката, и поставя голяма част от вината за Голямата депресия върху Федералния резерв.
Тя е бивш председател на Западната икономическа асоциация (Western Economic Association) (1988). 

## Почетни докторати
- Университет на Флорида (1987)
- Стоунхил Колидж, Масачузетс (1989)
- Айона Колидж в Ню Рошел (1992)
- Университет Рутгерс (1998)
- Университет Емори (2000)
- Градски университет на Ню Йорк (2000)
- Колеж Уилямс, Масачузетс (2002)
- Университет Лойола в Чикаго, 2003
- Бизнес училище Кас, Лондон (2006)